# Casa al carrer de Baix, 1 (Borrassà)
La Casa al carrer de Baix, 1 és una obra de Borrassà (Alt Empordà) inclosa a l'Inventari del Patrimoni Arquitectònic de Catalunya.

## Descripció
Edifici situat al centre del poble, amb dos cossos ben diferenciats. El primer és de planta baixa i un pis amb la coberta dues vessants amb paredat de pedres sense escairar i amb les obertures amb carreus força ben treballats. En una de les llindes de les finestres hi ha inscrita la data 1647. Aquest edifici va tenir la funció de la pallissa.
El cos del costat era la casa dels pagesos. És un edifici de planta baixa i dos pisos, el superior dels quals és d'època posterior, amb obertures en arc de mig punt. La resta de l'edifici és amb paredat de pedres sense escairar, amb obertures carreuades a la planta baixa, amb carreus ben treballats. La porta d'accés en arc rebaixat i al seu costat hi havia una altra porta tot i que està cegada. Al primer pis, les obertures tenen balcons, tot i que només un conserva la barana, de ferro forjat.